# Maurice de Trézéguidy
Maurice de Trézéguidy, ou encore Maurice de Térdily, est un prélat breton du XIIIe siècle, évêque de Rennes.

## Biographie
Il confirma, en 1260, une transaction passée entre Gilles I, son prédécesseur, et Roger, abbé de Saint-Florent-lès-Saumur, pour le prieuré de Livré. Guy VII de Laval, prit la croix en 1265, et nomma Maurice, évêque de Rennes, son exécuteur testamentaire. Il y eut deux conciles provinciaux tenus à Rennes sous le pontificat de Maurice : l'un en 1265, et l'autre en 1273. Sa mort est marquée au 18 septembre 1282, dans le nécrologe de son église.

## Sources
- Pierre-Hyacinthe Morice de Beaubois, L’Église de Bretagne, 1839.
- (la) Jean-Barthélemy Hauréau, Gallia Christiana, vol. XIV Provincia Turonensi, Paris, Firmin-Didot, 1856, p. 754 Episcopi Redonensis XXXIV Mauricius